# Klinikum Berlin Mitte - Leben in Bereitschaft
Klinikum Berlin Mitten - Leben in Bereitschaft o semplicemente Klinikum Berlin Mitte è una serie televisiva tedesca di genere medico ideata da Markus Leonhardt, prodotta da Novamedia e Phoenix Film Karlheinz Brunnemann e trasmessa dal 2000 al 2001 sull'emittente ProSieben e nel 2002 sull'emittente Sat.1. Interpreti principali sono Francis Fulton-Smith, Anke Sevenich, Thomas Balou Martin, Peter Ketnath, Dorkas Kiefer, Dirk Martens, Denise Virieux e Hans Martin Stier.
La serie si compone di tre stagioni, per un totale di 39 episodi (13 per stagione): il primo episodio, intitolato Hundstage, fu trasmesso in prima visione il 22 febbraio 2000, mentre l'ultimo episodio, intitolato Die grüne Fee, fu trasmesso in prima visione il 30 maggio 2002.

## Trama
Le vicende sono incentrate sull'attività professionale di una giovane équipe medica di pronto intervento di una clinica privata di Berlino, che annovera tra i suoi elementi Claudia Jungblut, il Dottor Jens Leyendecker e il Dottor Andreas Hauff.
Tra i vari colleghi nascono anche storie d'amore, come quella di Jens con la Dott.ssa Yvonne Hoye e quella il Dott. Marcel Plenzdorff e la Dott.ssa Julia Ritter.

## Episodi
| Stagione         | Episodi | Prima TV Germania | Prima TV Italia |
| ---------------- | ------- | ----------------- | --------------- |
| Prima stagione   | 13      | 2000              | inedita         |
| Seconda stagione | 13      | 2001              | inedita         |
| Terza stagione   | 13      | 2002              | inedita         |

## Personaggi e interpreti
- Claudia Jungblut, interpretata da Anke Sevenich (ep. 1-39)[3][4]
- Dott. Jens Leyendecker, interpretato da Francis Fulton-Smith (ep. 1-39)[3][4]
- Dott. Andreas Hauff, interpretato da Thomas Balou Martin
- Daniel Thies, interpretato da Peter Ketnath
- Yvonne Hoyer, interpretata da Dorkas Kiefer
- Dott. Marcel Plenzdorff, interpretato da Dirk Martens
- Dott.ssa Julia Ritter, interpretata da Denise Virieux
- Dott. Julrich Bischoff, interpretato da Hans Martin Stier
- Ayfer Şükür, interpretata da Şükriye Dönmez
- Dott.ssa Barbara Wendland, interpretata da Rita Lengyel
- Katharina Schell, interpretata da Lisa Wolf
- Dott. Karim Busch, interpretato da Boris Aljinović